# 霍尔姆弗里德·奥尔松
霍尔姆弗里德·奥尔松（瑞典語：Holmfrid Olsson，1943年5月20日—2009年1月27日），瑞典男子冬季两项运动员。他曾代表瑞典参加1968年和1972年冬季奥林匹克运动会冬季两项比赛，获得一枚铜牌。